# Mosasauri
Mosasauri su porodica velikih morskih gmazova koji su živjeli su u razdoblju krede. Najraniji oblici tih velikih gmazova bili su dugi oko 1 m. Kasnije su dosegli duljine od 20 m i bili jedni od najvećih grabežljivaca svih vremena. Imali su velike zube i snažne čeljusti kojima su lovili ribe, kornjače, glavonošce i manje morske gmazove i dinosaure. Zbog veličine vjerojatno nisu izlazili na kopno pa su ženke lijegale jaja u moru.

## Osjetila
Poput njihovih kopnenih srodnika vjerojatno su imali dugačak, rašljast jezik. Na lubanjama su imali Jacobsonov organ kojim su otkrivali mirisne čestice. Svi Mozosauri su imali velike oči i oštar vid. 

## Peraje
Prednji i stražni udovi njihovih predaka preobrazili su se u peraje. Plivali su zamahujući svojim snažnim repom i kormilareći perajama. Bio je visok ali prilično uzak.

## Veza sa zmijama?
Najspornije područje oko Mosasaura je jesu li blisko srodni sa zmijama. Imali su dugačka savitljiva tijela te smanjene udove poput zmija. Neki znanstvenici tvrde da su zmije i Mosasauri potomci istog pretka. Drugi tvrde da to nije istina te da su sličnosti samo površne. Danas većina znanstvenika smatra da je Mosasaur predak zmija.